# Beschermde geografische aanduiding
De beschermde geografische aanduiding (afgekort: BGA) is een reeks Europese verordeningen die streekproducten een bescherming bieden tegen namaak.
De eerste verordening is vastgesteld in 1992. Sindsdien kent de Europese Unie drie beschermingscategorieën voor streekproducten, namelijk:
- de beschermde oorsprongsbenaming (BOB);
- de beschermde geografische aanduiding (BGA);
- de gegarandeerde traditionele specialiteit (GTS).

De Verordening is opgevolgd door Verordening (EG) nr. 510/2006 en daarna Verordening (EU) nr. 1151/2012. Deze bracht de voorschriften voor het registreren van producten als BOB, BGA en GTS bijeen in één enkele verordening.
Onder de naam eAmbrosia wordt een register bijgehouden van streekproducten, zowel “beschermde geografische aanduiding als beschermde oorsprongsbenaming, in drie registers: wijnen, landbouwproducten en levensmiddelen, en gedistilleerde dranken. Op de lijst staan zo'n 600 streekproducten zoals balsamicoazijn uit Modena, Elzasser zuurkool, Kroatische olijfolie en gorgonzola uit het noorden van Italië.
Logo’s van de EU

Beschermde oorsprongsbenaming
Beschermde geografische aanduiding
Gegarandeerde traditionele specialiteit

Voor elk beschermd product gelden meer of minder strenge regels: een vast procedé en een afgebakend gebied waar wordt geproduceerd. De producten worden in principe alleen binnen de EU beschermd tegen namaak, namaak uit niet-EU-landen is dus niet beschermd. Wereldwijde bescherming ligt moeilijk binnen de Wereldhandelsorganisatie.

## België

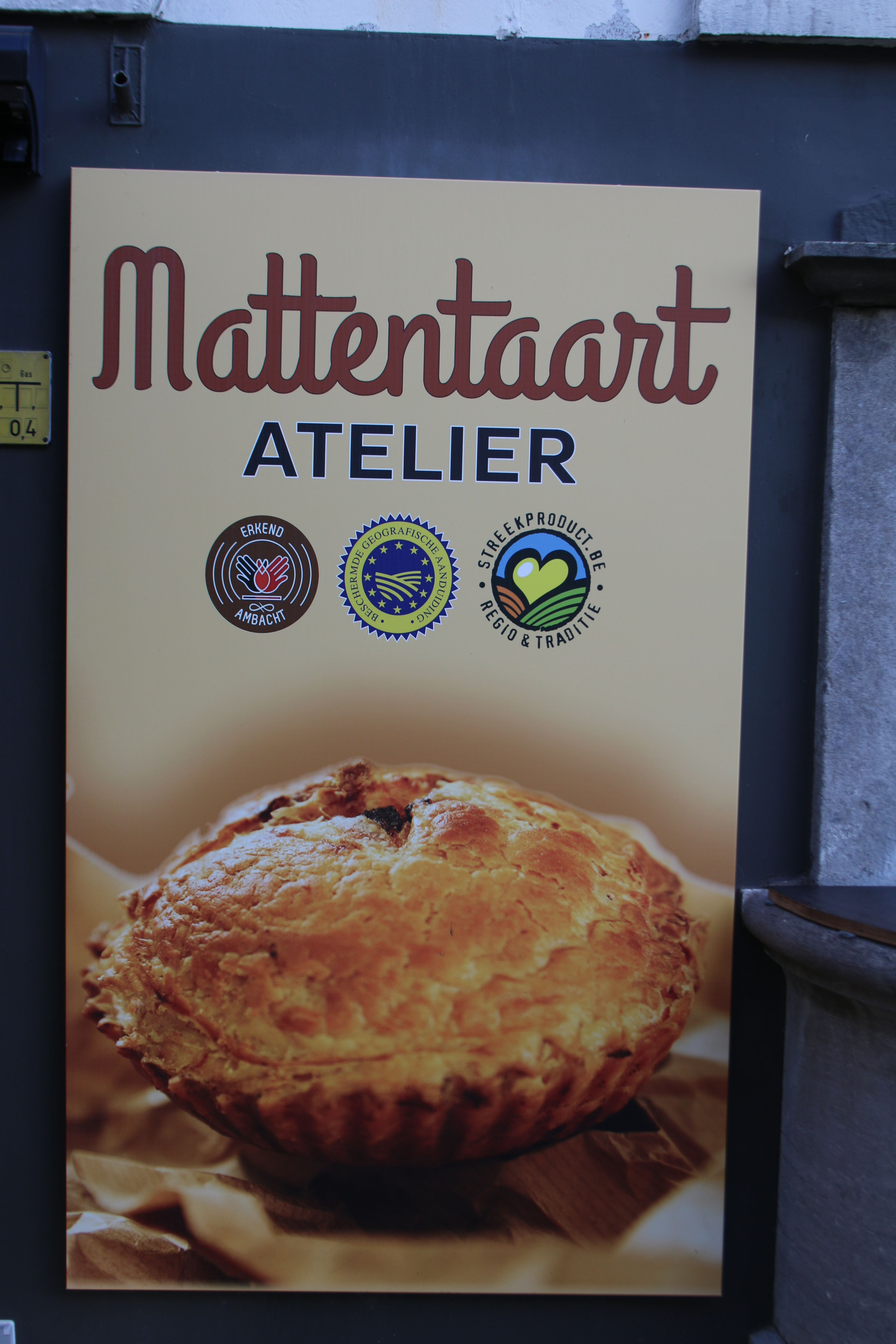
Beschermde geografische aanduiding voor mattentaart

In België hebben twaalf producten specifiek dit label verkregen, naast ruim 20 andere streekproducten die voorkomen op de Lijst van geografische aanduidingen (België):
- Ardennerham (sinds 1996)
- Pâté gaumais (sinds 2001)
- de Geraardsbergse mattentaart (sinds 2007)
- Brussels grondwitloof (sinds 2008)
- de Gentse azalea (sinds 2010)
- Poperingse hopscheuten (sinds 2013)
- het Liers vlaaike (sinds 2013)
- Plate de Florenville (sinds 2015)
- Ardenneense worst (Collier d’Ardenne, Pipe d’Ardenne) (sinds 2015)
- Vlaamse laurier (sinds 2015)
- Potjesvlees uit de Westhoek (sinds 2015)
- Limburgse vlaai (ook in Nederlands Limburg, sinds 2024)

Belgisch witblauw vlees, Miel wallon, Escavèche de Chimay, Boulette de Beaumont werden in 2017 aangevraagd.

## Nederland
In Nederland zijn vijf producten geregistreerd als Beschermde geografische aanduiding (BGA):
- Westlandse druif (sinds 2003)
- Gouda Holland - kaas uit Nederland (sinds 2010)
- Edam Holland - kaas uit Nederland (sinds 2010)
- Hollandse geitenkaas - kaas uit Nederland (sinds 2015)
- De Meerlander - aardappel uit de Haarlemmermeerpolder (sinds 2015)
- Limburgse vlaai (ook in Belgisch Limburg, sinds 2024)